# Ruas Rivais
Ruas Rivais é um filme português de comédia, realizado por Márcio Loureiro. Estreou-se em Portugal a 31 de julho de 2014.

## Sinopse
O filme gira à volta de um grupo de adolescentes, entre dos quais, Nurb di Street, Cristóvão e Mr. Pakistan, que entram em guerra com o gang de Mister U. A diferença é que, nesta guerra, o que vigora são as palavras, em batalhas de freestyle.

## Elenco
- Ana Madaleno como Rita Listing
- Bruno Leça como Nurb Di Street
- Ruben Valle como Cristóvão / D. Cristo
- Rui Unas como Mister U
- Fernando Alvim como Deus do Freestyle
- Luís Franco Bastos como Careca
- Luís Filipe Borges como Boinas
- Soraia Carrega como Djubsu
- Margarida Castro como Maggie
- Fafá de Belém como FáFá
- Celso Guerra como Malabá
- Fábio Lopes como Conguito
- Angelina Luz como Fofadô
- João Manzarra como Manzarra
- Salvador Martinha como Salvador
- Catarina Mira como Cat
- Tomás Neto como Mr. Pakistan
- Adolfo Nunes como Bocas
- Rui Maria Pêgo como brasileiro
- António Raminhos como Raminhos
- Francisco Soares como Kiko
- João Paulo Sousa como primo
- Diogo Valsassina como cigano